# Jean-Antoine-Siméon Fort
Pour les articles homonymes, voir Fort.
Jean-Antoine-Siméon Fort, né à Valence le 18 août 1793 et mort à Saint-Maurice le 23 décembre 1861, est un peintre français.

## Biographie
Élève de Christian Brune, Siméon Fort, paysagiste et peintre militaire, se rend célèbre par ses scènes de batailles vues à vol d'oiseau, formant de vastes perspectives, d'ailleurs quelque peu déformées, agrémentées d'une multitude de détails ; les vues perspectives existent depuis toujours, mais la récente découverte de l’aérostation avait rendu ces panoramas beaucoup plus réalistes. 
Il est également un grand voyageur : Ayant été chargé d’illustrer, à partir de 1834, les principaux évènements et batailles de la Révolution et de l’Empire pour la galerie de gouaches et d’aquarelles de Baginetti à Versailles, il visite la Corse, l’Italie, l’Égypte, l’Allemagne et la Belgique, et consacre dix ans à ce travail. 
Il expose au Salon de 1842 quatre scènes de batailles, commandes de Louis-Philippe pour le château de Versailles. Il peint également en 1843 une vue à vol d'oiseau de la résidence royale de Compiègne (Vue du Palais de Compiègne). Vers 1850, il publie un Voyage à la Grande Chartreuse (12 vues lithographiées).

Œuvres de Jean-Antoine-Siméon Fort
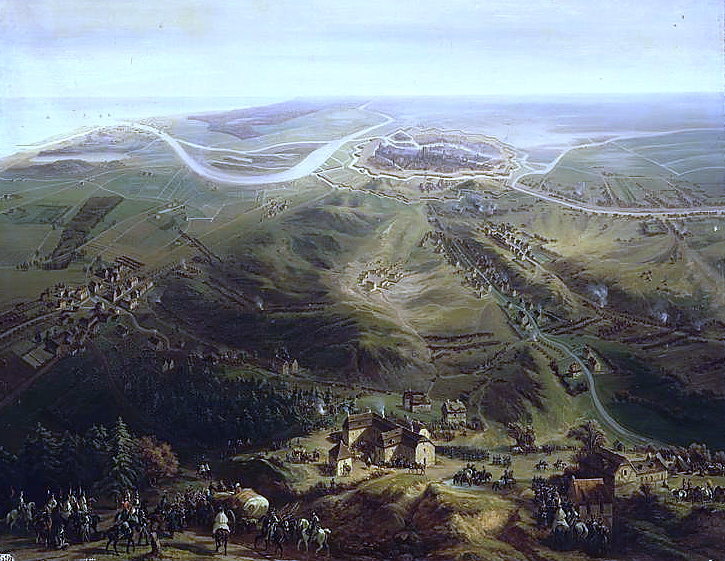
Vue panoramique sur le siège de Gdańsk par les forces françaises en 1807, château de Versailles.
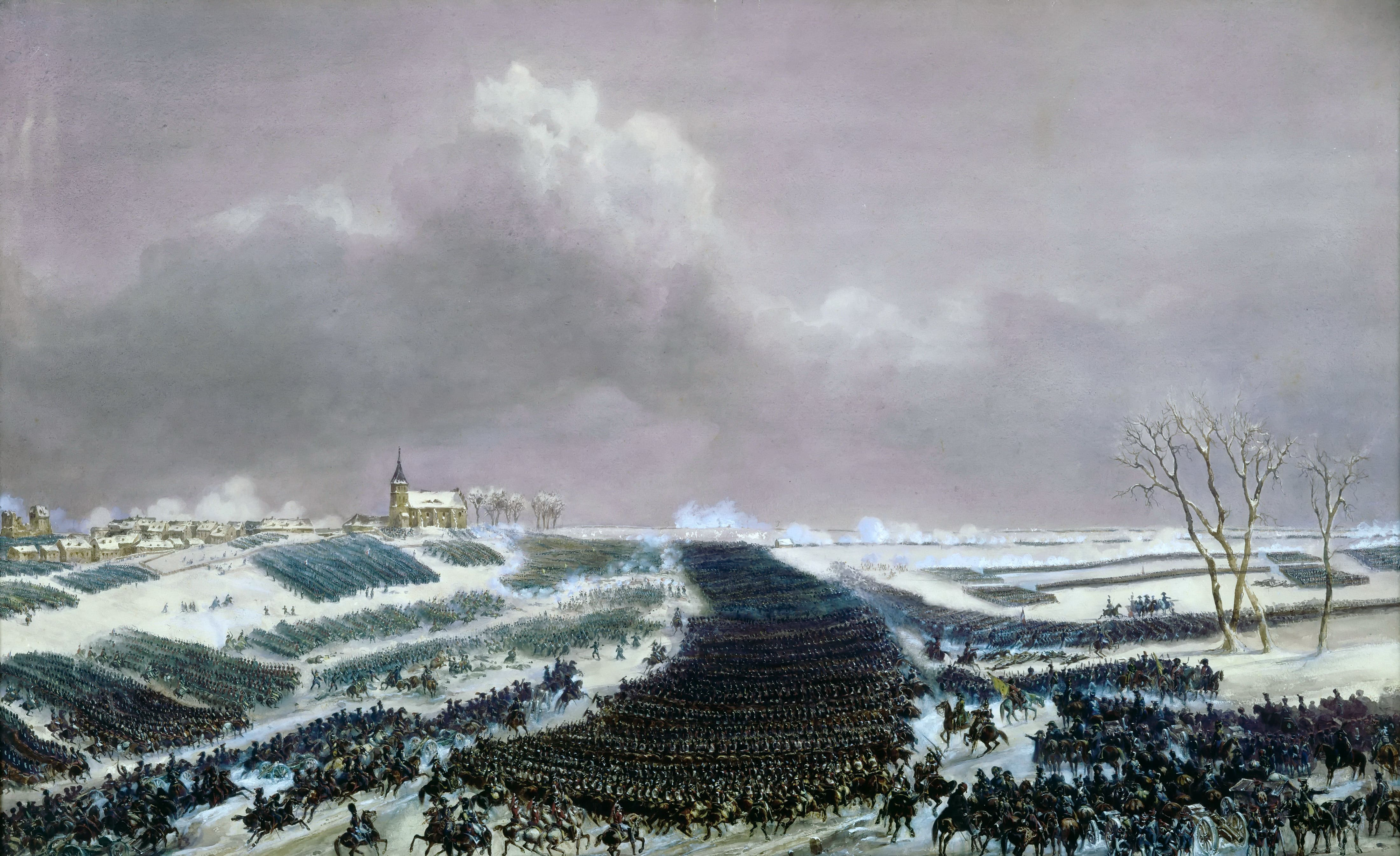
Bataille d'Eylau (1807), château de Versailles.
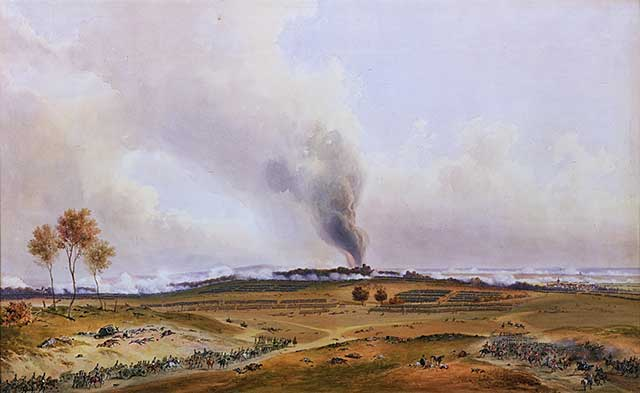
Bataille d'Iéna (1836), château de Versailles.
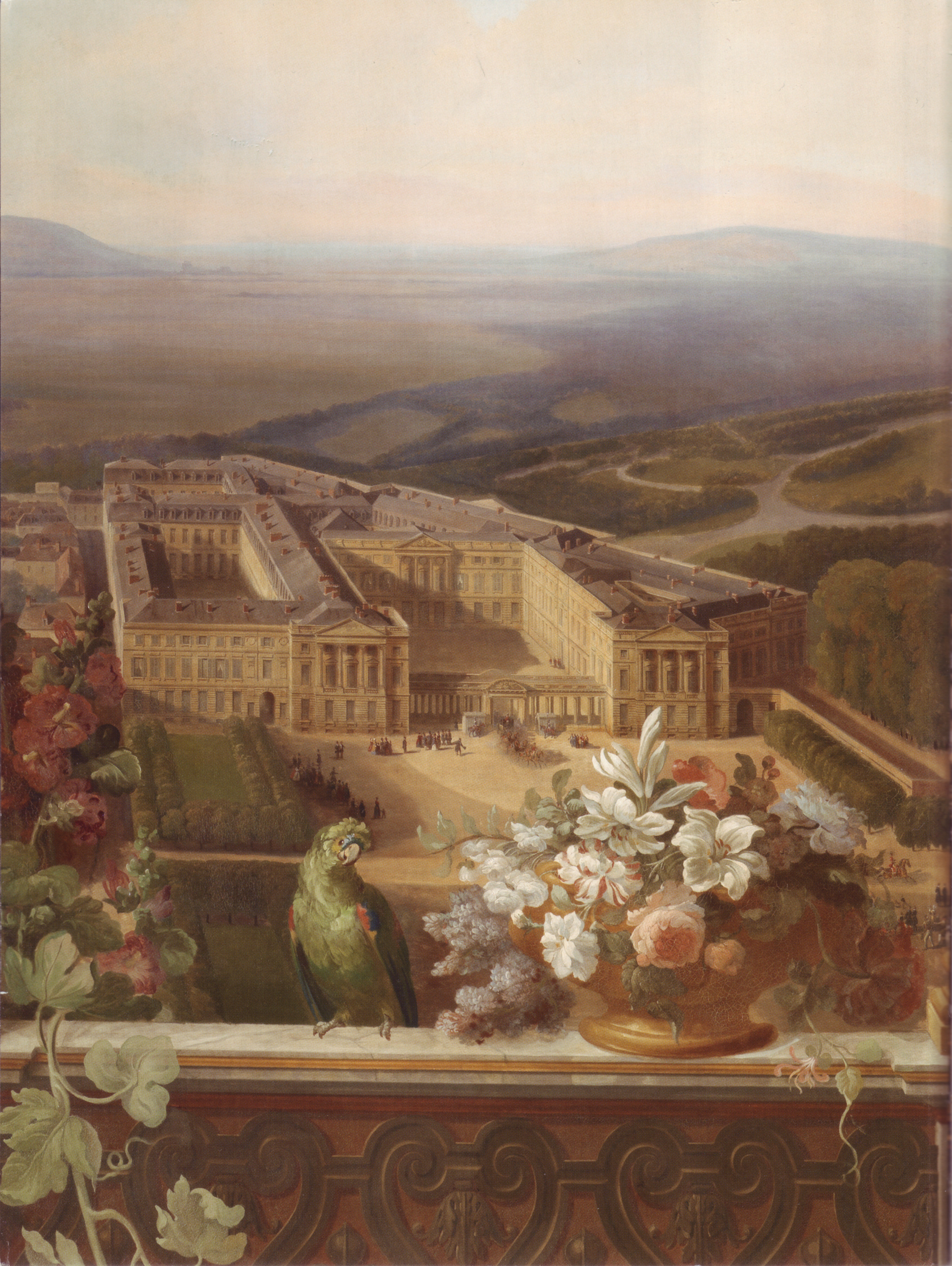
Le Château de Compiègne en 1842 (1843, détail), château de Compiègne.
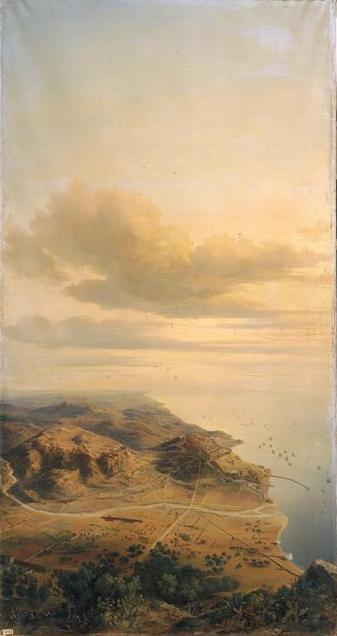
Vue panoramique des travaux du siège de Tarragonne, château de Versailles.

## Élèves
- Victor-Marie Roussin (1812-1903)